# Smiltene
Smiltene è un comune della Lettonia appartenente alla regione storica della Livonia di 14.376 abitanti.

## Località
Il comune è stato istituito nel 2009 ed è formato dalle seguenti località:
- Smiltene
- Bilska
- Blome
- Branti
- Grundzāle
- Launkalne
- Palsmane
- Smiltene
- Variņi

## Amministrazione

### Gemellaggi
- Pincara